# Wana (canción de 12012)
«Wana» (罠?), es un sencillo de la banda japonesa 12012. Fue lanzado el 18 de octubre de 2006.
Alcanzó el número # 58 en el ranking del Oricon Singles Weekly Chart.

## Lista de canciones
| (CD) |              |          |  |
| N.º  | Título       | Duración |  |
| 1.   | «Wana»       |          |  |
| 2.   | «〔6〕party» |          |  |